# علم مقاطعة كولومبيا
علم مقاطعة كولومبيا (بالإنجليزية: Flag of the District of Columbia)‏ هو أحد الرموز الرسمية لمقاطعة كولومبيا، المقاطعةُ الفيدرالية للولايات المتحدة. يتكون العلم من ثلاث نجوم حمراء فوق خطين أحمرين على خلفية بيضاء. وهو يتوافق مع شعار النبالة لعائلة جورج واشنطن.
لم يكن لمقاطعة كولومبيا علم رسمي لمدة قرن تقريباً، ولكنها كانت ترفع العديد من الرايات غير الرسمية وعادةً ما كانت ترفع علم الحرس الوطني لمقاطعة كولومبيا. في عام 1938، أنشأ الكونغرس لجنة لاختيار تصميم رسمي وأصلي. عقدت اللجنة مسابقة عامة، واختارت التصميم الذي قدمه مصمم الجرافيك تشارلز أ. ر. دن، الذي اقترح تصميمه لأول مرة في عام 1921. واعتُمد تصميمه رسمياً في 15 أكتوبر 1938.

شعار النبالة لعائلة جورج واشنطن، والذي اشتق منه علم مقاطعة كولومبيا.
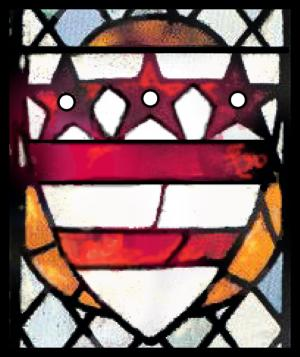
شعار جورج واشنطن على الزجاج الملون في سيلبي آبي [الإنجليزية].

## مقالات ذات صلة
- أعلام الولايات المتحدة.